# Oleftalsperre
Die Stauanlage Oleftalsperre befindet sich in der Nähe des Nationalparks Eifel bei Hellenthal im Naturpark Hohes Venn-Eifel im Kreis Euskirchen (Nordrhein-Westfalen). Das Staubecken fasst rund 20 Millionen Kubikmeter und wird von dem Fluss Olef gespeist.

## Beschreibung
Die Oleftalsperre wurde zwischen 1954 und 1959 von der Rurtalsperren – Gesellschaft GmbH Aachen gebaut. Sie dient dem Schutz der umliegenden Gemeinden vor Hochwasser und zur Trinkwassergewinnung durch das Wasserwerk Oleftal in Hellental. 1962–1965 wurde die 1. Verstärkung gebaut. 1965 wurde das Tal erstmals vollständig mit Wasser gefüllt und damit die Stauanlage offiziell eröffnet. Es folgte 1982–1986 eine weitere Verstärkung unter dem damaligen Bauherr Talsperrenverband Eifel – Rur – Sitz Düren. Die zweimaligen Verstärkungen waren erforderlich, weil durch Zwängungen, Temperaturen und Schwinden des Betons größere Eigenspannungen als vorhergesehen und demzufolge Risse auftraten. Die zunächst offene Luftseite wurde verschlossen, um die Temperaturunterschiede zu begrenzen. Die Staumauer ist in Pfeilerzellenbauweise aus Beton geführt und gilt bis heute als einmalig in der Bundesrepublik.
Weitere Zwecke der Stauanlage sind Niedrigwasseraufhöhung der Olef, Brauchwasserbereitstellung und die Energieerzeugung. Die Kraftwerks-Ausbauleistung beträgt 3 MW, das jährliche Arbeitsvermögen 2,6 GWh. Das Speicherkraftwerk wird betrieben von der RWE Innogy.
Die Talsperre gehört zum Wasserverband Eifel-Rur. Durch ihre Nähe zur belgischen Grenze liegt ihre Westhälfte bereits im Sicherheitsbereich des Truppenübungsplatzes Elsenborn in der belgischen Gemeinde Bütgenbach.
Der kürzeste Rundweg um den Stausee ist 13 km lang. Er führt direkt am See entlang, ist auch für Fahrräder befahrbar. Seine Nordseite ist weitgehend asphaltiert.
Anfang April 2007 wurde die Luftseite der Talsperre vom Künstler Klaus Dauven mit Hochdruckreinigern im Rahmen des Projektes Wildwechsel gestaltet. Es zeigt Wald- und Wassertiere der Umgebung.
Im Juni 2018 begann der Bau des „Regionalen Verbundsystem Westeifel“. Dieses beinhaltet unter anderem eine 83 km lange Leitung zur Riveristalsperre in Rheinland-Pfalz. Die Umsetzung der zahlreichen Einzelabschnitte ist bis 2023 geplant. Auf dem Weg werden einige Grundwasserbrunnen angeschlossen. Damit soll die Trinkwasserversorgung sichergestellt und das natürliche Gefälle zur Stromerzeugung genutzt werden.

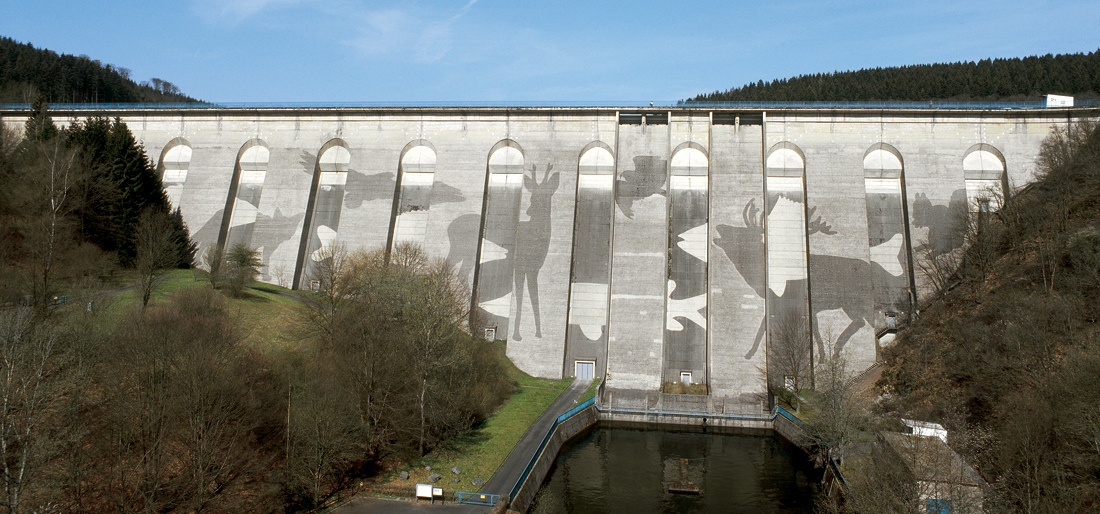
Talsperre in der Totale mit Klaus Dauvens „Wildwechsel“
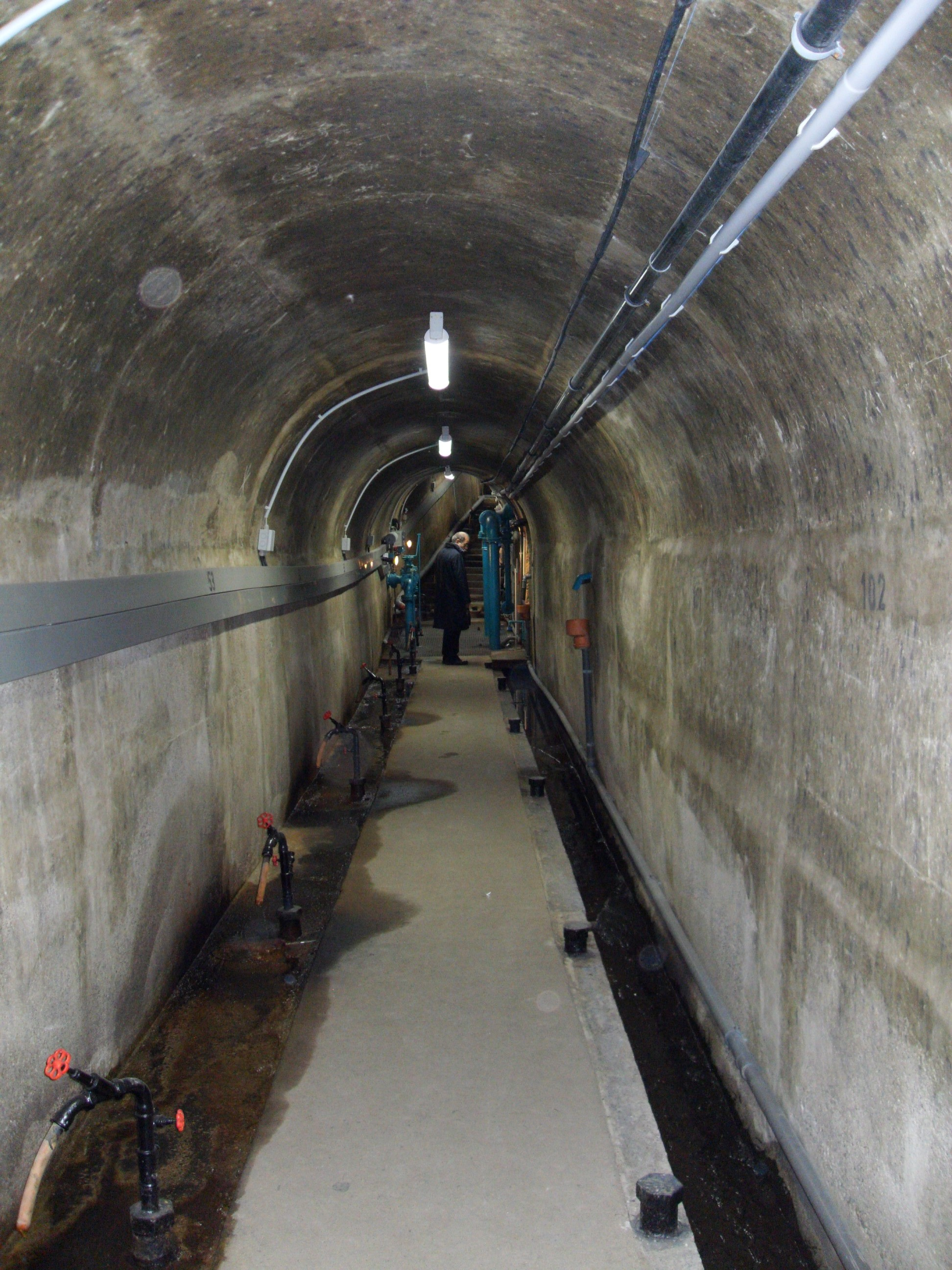
Kontrollgang im Inneren der Staumauer
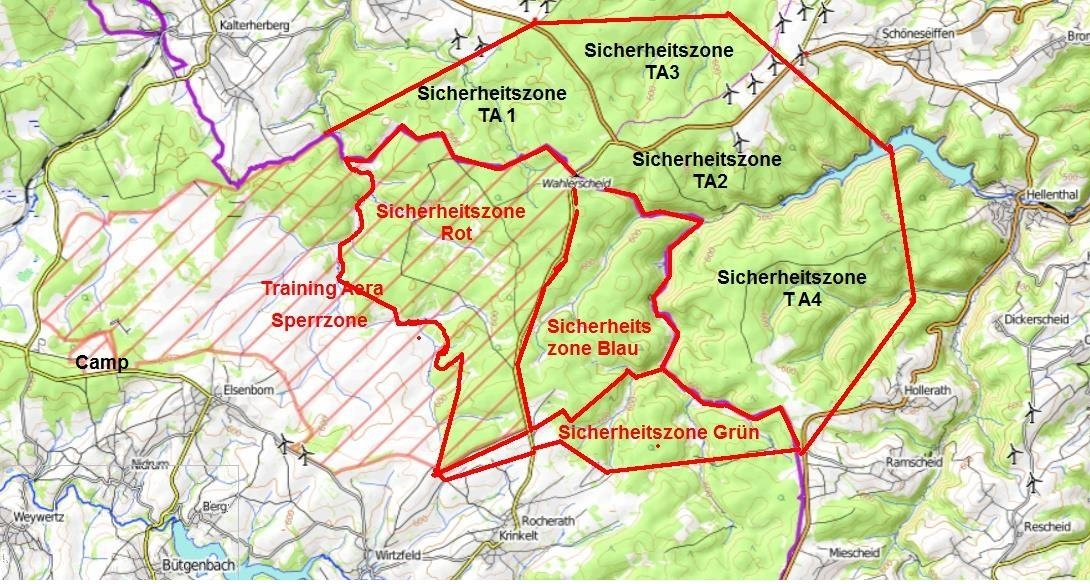
Sicherheitsbereiche an der Oleftalsperre